# ديجي كالا
ديجي كالا (بالإنجليزية: Digikala) هي شركة تجارة إلكترونية وشركة إنترنت إيرانية مقرها طهران.